# 宋文洲
宋文洲（1963年6月25日—）是一位中国企业家，软脑科技创始人。

## 生平
1963年出生于山东省荣成市。1985年毕业于中國東北大學，1985年9月赴日留学，1991年3月获得北海道大学博士学位，1992年在北海道札幌市创建软脑科技，专业开发管理软件。2000年12月在东京证券交易所挂牌上市，2004年6月变更为东京证券交易所二部上市，2005年6月变更为东京证券交易所一部上市。2006年8月31日辞去董事长一职，继续担任公司顾问。之后返回中国工作。